# Rashid Al-Mugren
Rashid Al-Mugren (11 de julho de 1977) é um ex-futebolista profissional saudita que atuava como goleiro.

## Carreira
Rashid Al-Mugren fez parte do elenco da Seleção Saudita de Futebol nas Olimpíadas de 1996.